# أليسكاندر وسكي
أليسكاندر وسكي (بالألمانية: Alexander Waske)‏ هو لاعب كرة مضرب ألماني.

## وصلات خارجية
- أليسكاندر وسكي على موقع رابطة محترفي التنس (الإنجليزية)
- أليسكاندر وسكي على موقع الاتحاد الدولي لكرة المضرب (الإنجليزية)
- أليسكاندر وسكي على موقع كأس ديفيز (الإنجليزية)
- أليسكاندر وسكي على موقع خلاصة التنس.كوم (الإنجليزية)
- أليسكاندر وسكي على موقع إي إس بي إن.كوم (الإنجليزية)

معلومات عن اللاعب